# Platon (Lobankov)
Platon (světským jménem: Pjotr Jegorovič Lobankov; 5. listopadu 1927, Kazinka – 27. října 1975, Voroněž) byl ruský pravoslavný duchovní Ruské pravoslavné církve a biskup voroněžský a lipecký.

## Život
Narodil se 5. listopadu 1927 ve vesnici Kazinka v Gorlovském rajónu Rjazaňské oblasti.
Dokončil sedmiletou školu v Kazince a stal se účetním v kolchozu.
Roku 1943 prošel kurzem traktoristů a po jejich absolvování začal pracovat jako traktorista na Krasnookťjabrské strojní a traktorové stanici v Kazince.
Roku 1952 se stal psalomščikem v chrámu svatých Kosmy a Damiána ve vesnici Letovo.
V červnu 1953 se stal poslušníkem v Pskovo-Pečerském monastýru. Dne 9. července sepsal žádost archimandritu monastýru Pimenu (Izvekovi) aby byl přijat do bratrstva monastýru. Této žádosti bylo vyhověno. V monastýru zpíval a četl na klirosu, spravoval pokoje pro hosty a provázel po jeskyních.
Začátkem roku 1954 byl archimandrita Pimen převeden do Trojicko-sergijevské lávry a na jeho žádost byl Pjotr převeden s ním. Dne 7. března v byl v lávře postřižen na monacha se jménem Platon.
Dne 7. dubna 1954 byl v soboru Zjevení Páně v Moskvě rukopoložen patriarchou moskevským Alexijem I. na hierodiakona. Mnohé roky byl hypodiakonem patriarchy Alexije.
Jako součást církevní delegace navštívil roku 1957 Bulharsko a Jugoslávii. Roku 1960 by jedním z těch kteří doprovázeli patriarchu Alexije na Blízký Východ.
Roku 1960 byl přijat na Moskevskou duchovní akademii, kterou dokončil roku 1964. Po obhajobě práce „Kněžská díla Vysokopřeosvíceného Platona (Levšina), metropolity moskevského“ získal titul kandidáta bohosloví.
Dne 19. ledna 1961 byl rukopoložen na jeromonacha.
Po ukončení akademie byl povýšen na igumena.
Dne 22. prosince 1964 byl ustanoven představeným Trojicko-sergijevské lávry.
Roku 1965 dokončil postgraduální studium na Moskevské duchovní akademii a byl povýšen na archimandritu.
Dne 2. července 1970 byl Svatým synodem zvolen biskupem argentinským a jihoamerickým a také exarchou Střední a Jižní Ameriky.
Dne 16. července 1970 byl v Uspenském soboru Trojicko-sergijevské lávry metropolitou krutickým a kolomenským Pimenem (Izvekovem) oficiálně jmenován biskupem. O dva dny později ve stejném soboru proběhla jeho biskupská chirotonie. Světitelem byl metropolita Pimen.
Od 11. srpna do 1. prosince byl dočasným správcem farnosti Moskevského patriarchátu v Mexiku.
Dne 24. února 1971 byl Svatým synodem osvobozen od funkce biskupa Argentiny a Jižní Ameriky, exarchy Střední a Jižní Ameriky.
Dne 28. února 1971 byl Svatým synodem ustanoven biskupem samarkandským, vikarijním biskupem a dočasným správcem taškentské eparchie. Dne 25. června se stal eparchiálním biskupem taškentským a středoasijským.
Dne 11. října 1972 byl ustanoven biskupem voroněžským a lipeckým.
Zemřel 27. října 1975 ve Voroněži. Pohřební obřad proběhl v Pokrovském soboru ve Voroněži. Pohřben byl na vesnici Čerkizovo v Puškinském rajónu Moskevské oblasti.

## Řády a vyznamenání

### Církevní vyznamenání
- 1962 – Řád svatého apoštolům rovného knížete Vladimíra III. třídy
- 1968 – Řád svatého apoštolům rovného knížete Vladimíra II. třídy